# Elizabeth Wurtzel
Elizabeth Lee Wurtzel (Nova Iorque, 31 de julho de 1967 – 7 de janeiro de 2020) foi uma escritora e jornalista americana conhecida pelo seu trabalho no género das memórias confessionais. É muitas vezes comparada a Anne Sexton e a Sylvia Plath.

## Biografia
Nascida judia, os seus pais divorciaram-se quando ainda era muito nova. Como é descrito no livro Prozac Nation, a sua depressão começou entre as idades de 10 e 12. Frequentou o colégio particular para judeus ortodoxos modernos, Ramaz School e era considerada uma boa aluna pelos seus professores, que esperavam que se tornasse uma escritora nacionalmente famosa. Enquanto estudante na Universidade de Harvard, escreveu para o Harvard Crimson e para o The Dallas Morning News do qual foi despedida por plágio.
Wurtzel recebeu, em 1986, o Prémio Universitário de Jornalismo da Revista Rolling Stone por um artigo sobre Lou Reed. Após a conclusão da sua licenciatura foi viver no bairro Greenwich Village em Nova Iorque e encontrou trabalho como critica de música pop no The New Yorker e na New York Magazine.
Wurtzel morreu no dia 7 de janeiro de 2020, aos 52 anos, em decorrência do câncer de mama.

## Prozac Nation
Wurtzel foi sobretudo conhecida pelo seu livro de memórias, o best-seller Prozac Nation, que publicou com apenas 26 anos. O livro faz uma crónica da sua luta com a depressão enquanto estudante universitária e pelo modo como acabou por ser salva pelo Prozac após numerosas tentativas de tratamento e tentativas de suicídio.
A adaptação a filme de Prozac Nation estreou no Festival Internacional de Cinema de Toronto a 8 de setembro de 2001 mas nunca foi exibido no cinema nos Estados Unidos. Foi transmitido televisivamente em Março de 2005 pela Starz! e foi editado em DVD no verão de 2005.

## ApósProzac Nation

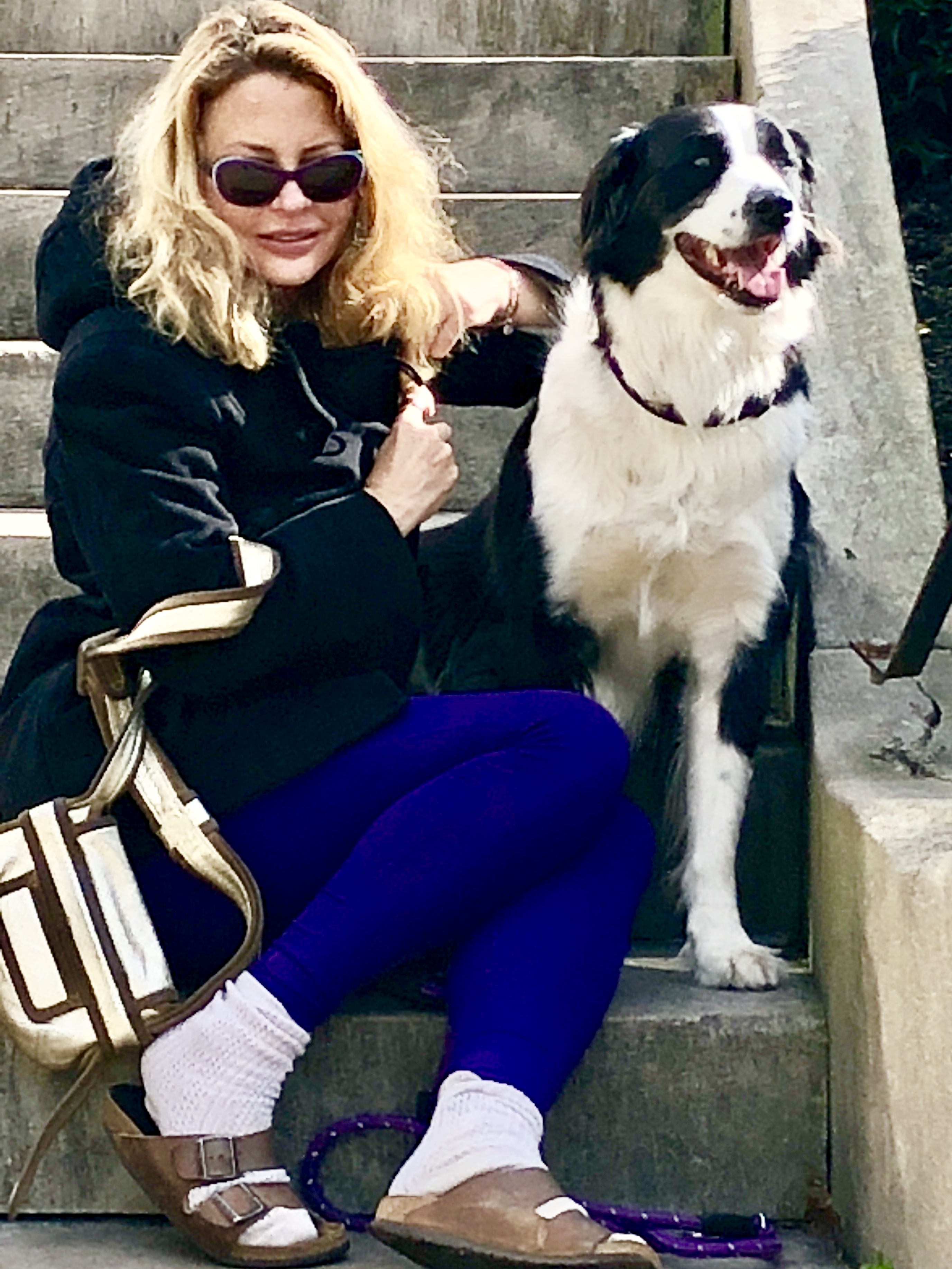
Elizabeth Wurtzel em Lafayette Square na cidade de New Orleans com seu cachorro Alistair

Após o aplauso da crítica a Prozac Nation, Wurtzel mudou-se para a Florida por sentir que não era capaz de se concentrar em Nova Iorque e começou a escrever o seu segundo livro: Bitch: In Praise of Difficult Women. Nesta altura lutou contra o abuso e a adicção ao Ritalin. Antes de se mudar para a Florida, Wurtzel lutara também contra a adicção à cocaína e à heroína.
Wurtzel escreveu Bitch por sentir que a escrita feminista se tinha tornado "seca" e porque queria torná-la outra vez "sumarenta". Focou-se nas definições sociais das raparigas más e analisou figuras publicas desde Amy Fisher a Hillary Clinton através destas lentes.
Wurtzel, nesta altura uma adicta a drogas, ganhou muito peso devido à medicação que tomava e era vista como nervosa enquanto promovia Bitch em numerosos media como a CNN. Os seus problemas neste período levaram a cancelamentos de múltiplas leituras de livros e entrevista. Durante este tempo, a sua coluna regular no The Guardian foi cancelada devido à sua incapacidade de produzir trabalho a tempo. Estas experiências levaram à publicação de um segundo livro autobiográfico intitulado More, Now, Again: A Memoir of Addiction (2001), que se centrava à volta da sua adicção ao medicamento Ritalin enquanto escrevia Bitch.
Wurtzel também trabalhou para o site Nerve como crítica de cinema. Em 2005 estudava na escola de Direito da Universidade de Yale.

## Controvérsia
Surgiu alguma controvérsia acerca dos comentários de Wurtzel, que vivia perto do World Trade Center em Nova Iorque, acerca dos atentados de 11 de setembro, durante uma entrevista a Jan Wong acerca da sequela de Prozac Nation, no qual relatava de forma desconcertante a sua falta de resposta emocional aos atentados.

## Morte
Em fevereiro de 2015, Wurtzel anunciou que foi diagnosticada com um câncer de mama e escreveu sobre a experiência para o The New York Times. Durante o processo, se submeteu a uma mastectomia dupla, mas faleceu aos 52 anos em decorrência de uma metástase, como informou o seu marido, Jim Freed, ao Washington Post. 